# Friderik II. Danski
Friderik II. Danski, dansko-norveški kralj, * 1. julij 1534, Haderslev, Danska, † 4. april 1588, Antvorskov, Danska.

## Življenje
Friderik II. je bil sin danskega kralja Kristijana III.  in njegove žene Doroteje. Velja za tipičnega danskega renesančnega vladarja. Za razliko od svojega očeta, je bil močno vdan vojaškim idealom. Že kot mladenič je prijateljeval z nemškimi vojnimi princi. Želel se je poročiti s svojo ljubico Anne Hardenberg, vendar so ga prepričali, da tega ni naredil. Kmalu potem, ko je nasledil očeta, je poleti leta 1559 osvojil del Holsteina, pokrajino Dithmarschen, ter tako slavil svojo prvo zmago.
Spopad, ki je najbolj zaznamoval njegovo vladavino, je bila severna sedemletna vojna med letoma 1563 in 1570. V tej vojni je zaman skušal osvojiti Švedsko, ki ji je vladal njegov neprištevni bratranec Erik XIV. Spopad s Švedsko se je razvil v zelo drago vojno izčrpavanja, v kateri so bila nekatera področja pokrajine Skanije popolnoma opustošena s strani Švedov in Norveška skoraj izgubljena. Med vojno je kralj osebno poveljal vojski na bojišču, vendar brez velikih uspehov. Prav tako je vojna načela njegov odnos z bližnjimi svetovalci. Vendar pa so notranji nemiri na Švedskem in sposobni Peder Oxe, ki je prevzel vodenje danske administracije, umirili položaj. Potem ko je Erikov naslednik Ivan III. zavrnil podpis Danski naklonjenega sporazuma iz Roskilde (1568), se je vojna leta 1570 končala s statusom quo, kar je potrdil tudi stettinski sporazum (1570). Ta je končal vojno, ki je Danski ne le pomagala ohraniti njeno moč, ampak je pokazala tudi meje njene vojaške moči.
Leta 1567 je dal ustanoviti mesto Fredrikstad na Norveškem. Med letoma 1574 in 1585 je dal obnoviti grad Kronborg v Elsinoreu. Friderik je bil tudi tesen prijatelj slavnega astronoma Tycha Braheja in njegov glavni mecen. Umrl je 4. aprila 1588. Njegova vladavina v danski zgodovini velja za obdobje rasti in obilja. Na prestolu ga je nasledil najstarejši sin Kristijan IV. Pokopan je v Roskildski katedrali.

## Družina
Friderik II. se je leta 1572 poročil z Zofijo (1557–1631), hčerko mecklenburškega vojvode Ulrika; imela sta naslednje otroke:
- Elizabeta (1573–1626) ∞ Henrik Julij (†1613), vojvoda Braunschweig-Wolfenbüttel
- Ana (1574–1619) ∞ škotski in angleški kralj Jakob I.
- Kristijan IV. (1577–1648), danski in norveški kralj
- Ulrik (1578–1624), škof v Schleswigu, administrator samostana Schwerin
- Avgusta (1580–1639) ∞ Ivan Adolf, knezoškof Lübecka in Bremna,  vojvoda v Schleswig-Holstein-Gottorf
- Hedvika (1581–1641) ∞ saški volilni knez Kristijan II. (†1611)
- Ivan (1583–1602)